# Londuimbale
Londuimbale (auch Londuimbali) ist eine Kleinstadt und ein Landkreis in der angolanischen Provinz Huambo. Der höchste Berg Angolas, der Môco, liegt im Kreis Londuimbale.

## Verwaltung
Lunduimbale ist Sitz eines gleichnamigen Kreises (Município) in der Provinz Huambo. Der Kreis umfasst eine Fläche von 2698 km² und hat etwa 161.000 Einwohner (Schätzung 2011). Die Volkszählung 2014 soll fortan für gesicherte Bevölkerungsdaten sorgen.
Im Norden grenzt der Kreis Londuimbale an den Kreis Cassongue, im Osten an Bailundo, im Süden an die Kreise Ukuma und Ekunha und im Westen an den in der Provinz Benguela gelegenen Kreis Balombo.
Fünf Gemeinden (Comunas) liegen im Kreis:
- Alto Hama
- Galanga
- Kumbila (auch Katukuluca)
- Londuimbale
- Ussoque